# Peixinhos da horta
Peixinhos da horta – portugalskie danie warzywne w formie fasolki szparagowej smażonej w cieście.
W pierwszym etapie przygotowania potrawy fasolkę gotuje się al dente i odstawia do ostudzenia. Następnie strąki zanurza się w cieście przygotowanym najczęściej z mąki, jajek i piwa i przyprawionym do smaku solą i pieprzem, a także ziołami (w wariantach jako dodatki służą prażone ziarna sezamu lub papryka piri-piri). Smaży się je na patelni do zrumienienia. Nadmiar oliwy można odsączyć ręcznikami.
Danie serwuje się zwykle na gorąco, ale smaczne jest też podawane na zimno.
Nazwa potrawy stanowi szczególny przypadek użycia zdrobnienia –inho/a. Nazwę tłumaczy się dosłownie jako „rybka z ogródka warzywnego”. Pod względem gramatycznym wyrażenie to wykorzystuje objaśniające zdrobnienie odnoszące się do ryby, która sama w sobie jest już mała. Gotowa fasolka szparagowa smażona w cieście wygląda podobnie do małych, smażonych ostroboków lub podobnych małych ryb przyrządzanych w całości w ten sam sposób (poprzez smażenie w cieście).